# Quick time event

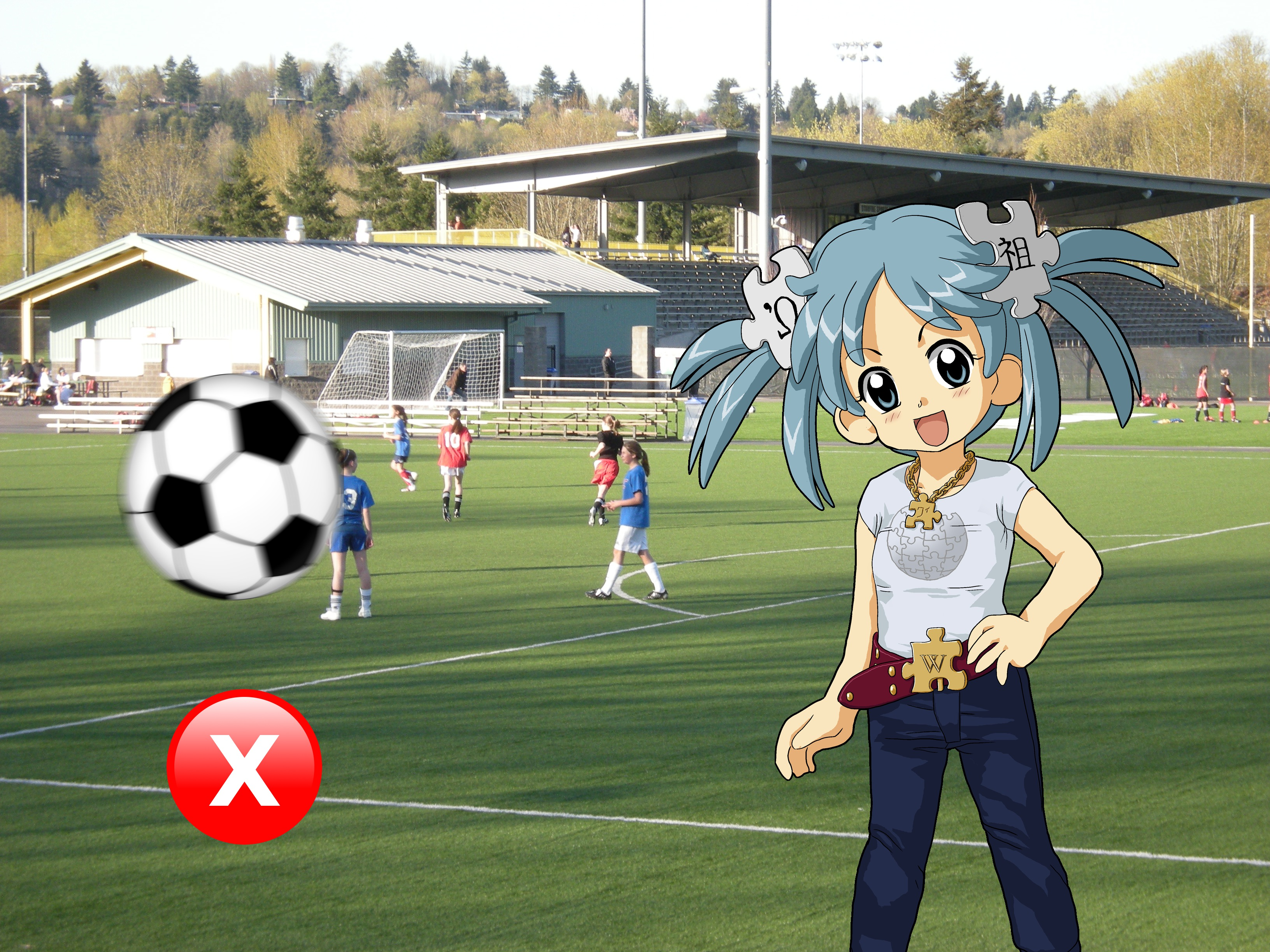
Un ejemplo de la presentación de un quick time event en un videojuego; presionando el botón "X" del controlador a tiempo, el jugador, puede evitar que Wikipe-tan sea golpeada por un balón.

En los videojuegos, un quick time event o QTE (lit. evento de tiempo rápido), es un método de jugabilidad sensible al contexto en el que el jugador tiene que realizar acciones en el dispositivo de control poco después de la aparición de un símbolo en la pantalla. Permite un control limitado del personaje en escenas o secuencias cinemáticas durante el juego. Fallando estos segmentos, ya sea por no tomar la acción correcta en el tiempo, realizar una acción diferente, o tomar ninguna acción, toma la escena un rumbo o final diferente.
El término quick time event se atribuye a Yu Suzuki, director del videojuego Shenmue el cual utilizaba la función de QTE en gran medida. QTE generalmente, implica que el jugador, después de indicaciones en pantalla, pulse los botones o manipule joysticks dentro de un período de tiempo limitado. Juegos más recientes en las consolas con controles sensibles al movimiento cuentan con QTE que requiere movimientos específicos del jugador.

## Historia

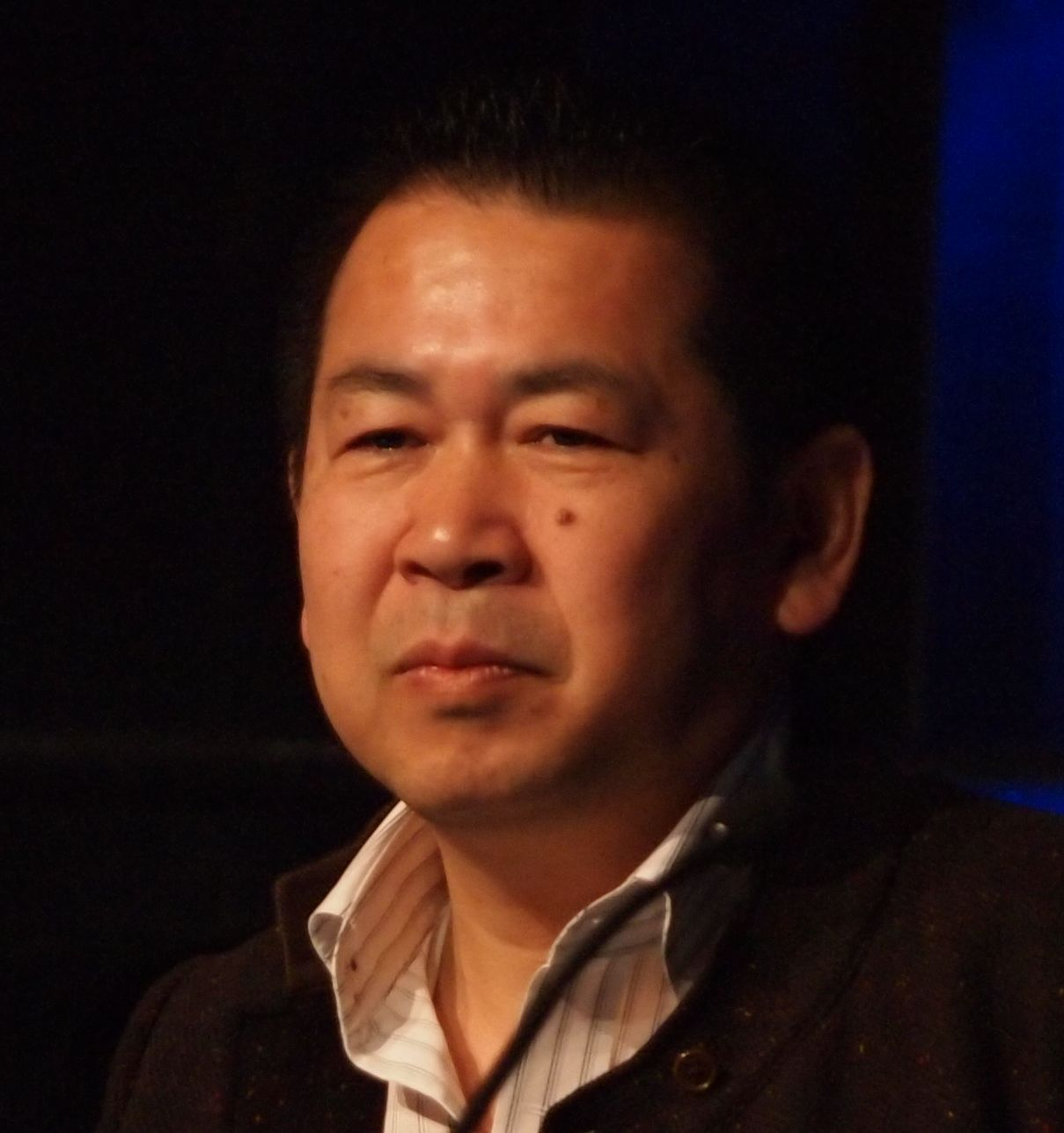
Se le atribuye a Yu Suzuki haber acuñado el término quick time event y popularizado su uso en su juego Shenmue.

Las secuencias de juego con mínima jugabilidad no son una invención reciente. En la década de 1970, The Driver, un videojuego de acción-carreras publicado por Kasco (Kansai Seiki Seisakusho Co.), consistió en situaciones previamente grabadas (en películas de 16 mm) que requerían que el jugador colocara el volante, pedal del acelerador y frenos con los movimientos mostrados en pantalla, como los vistos en videojuegos de laserdisc que aparecieron en la década siguiente.
En la década de 1980, Dragon's Lair (Cinematronics, 1983), Cliff Hanger (Stern, 1983) y Road Blaster (Data East, 1985) fueron videojuegos de laserdisc de películas interactivas que mostraban vídeos almacenados en un laserdisc. Esto les dio gráficos a la par con dibujos animados en la época en que los videojuegos estaban compuestos por personajes simples y pixelados, pero dejó poco espacio para más avanzados elementos de juego. El modo de juego consistía en ver un video animado y pulsar el botón correcto cada pocos segundos para evitar ver una escena de la pérdida y así perder una vida. En comparación con los títulos modernos, juegos como Dragon's Lair requerían que el jugador memorizara la secuencia apropiada y el momento de su entrada, con eficacia haciendo el juego un QTE continuo.

## Uso y reacción crítica
Los quick time event tuvieron una reacción mixta de los jugadores y periodistas. Pueden utilizarse eficazmente para mejorar escenas y otras acciones. El uso de QTE en Shenmue es alabado a menudo, "sin problemas el fluido de película a secuencia de QTE sin ningún tipo de pausas de carga en absoluto", y secciones que utilizaron los QTE fueron consideradas como "algunas de los más emocionantes en todo el juego". Al mismo tiempo, también se consideran como una adición débil al modo de juego, y con frecuencia obligan al jugador a repetir dichas secciones hasta que se complete el QTE perfectamente para seguir adelante. A menudo se considera una "pesadilla de los juegos de acción", ya que su presencia rompe el flujo normal del juego y reduce el control del juego para el jugador a unos cuantos botones, distrayendo, y convirtiendo la interactividad en un trabajo difícil. Además, QTE puede frustrar al jugador debido al hecho de que no tenga ninguna señal de lo que está a punto de suceder.